# フレッド・マクマレイ
フレッド・マクマレイ（Fred MacMurray, 本名：Fredrick Martin MacMurray、1908年8月30日 - 1991年11月5日）は、アメリカ合衆国の俳優。イリノイ州カンカキー出身。身長190cm、体重84kg。

## 生涯
ヴァイオリニストの父からヴァイオリンを習い、5歳の時にはステージで共演した。将来はジャズ奏者になるのが夢で、大学を中退した後、シカゴの楽団にサックス奏者として加わった。その後、ロサンゼルスで楽団に入って歌手も兼ねて出演するかたわら映画のエキストラなどしていた。歌唱力が認められ、カリフォルニア・カレッジアンズのグループの一員としてブロードウェイのミュージカルに出演。
1934年にパラマウントにスカウトされ、1935年に『輝ける百合』でトップスターのクローデット・コルベールの相手役を務める。1930年代後半から1940年代にかけてミッチェル・ライゼン監督の作品に多く出演。1950年代後半からは明るい二枚目の役どころで一連のディズニー映画の家族向けのコメディーに活路を見出す。コメディーを中心に人気を博した俳優だが、ビリー・ワイルダー作品の『深夜の告白』や『アパートの鍵貸します』では殺人に手を染める保険外交員や部下と浮気している会社の上役を演じ、それまでのイメージとは大きく異なる役柄で印象を残す。その後は1960年に始まったテレビシリーズ『パパ大好き』で典型的なアメリカのよき父親を演じ、ドラマは大好評を博しシリーズは12年も続いた。
1954年に女優のジェーン・ヘイヴァと結婚。1978年に引退。浮き沈みのあまり無い長い人気と、賢明な投資で成功しハリウッドでも最も裕福な市民の一人といわれた。
1991年に肺炎の為、カリフォルニア州サンタモニカにある聖ジョンズ病院健康センターにて死去。

## 出演作
| 公開年 | 邦題 原題                                                  | 役名                               | 備考       |
| ------ | ---------------------------------------------------------- | ---------------------------------- | ---------- |
| 1935   | 輝ける百合 The Gilded Lily                                 | ピーター                           |            |
| 1935   | 乙女よ嘆くな Alice Adams                                   | アーサー・ラッセル                 |            |
| 1935   | 春を手さぐる Hands Across The Table                        | テオドール・ドリュー三世           |            |
| 1936   | 丘の一本松 The Trail of The Lonesome Pine                  | ジャック                           |            |
| 1936   | 姫君海を渡る The Princess Comes Across                     | マンテル王                         |            |
| 1936   | テキサス決死隊 The Texas Rangers                           | ジム・ホーキンス                   |            |
| 1937   | シャムパン・ワルツ Champagne Waltz                         | バジー                             |            |
| 1937   | セイルムの娘 Maid of Salem                                 | ロジャー・カバーマン               |            |
| 1937   | スイング Swing High, Swing Low                             | スキッド・ジョンソン               |            |
| 1937   | 真実の告白 True Confession                                 | ケネス・バートレット               |            |
| 1938   | 翼の人々 Men with Wings                                    | パット・ファルコナー               |            |
| 1940   | 大紐育 Little Old New York                                 | チャールズ・ブラウン               |            |
| 1941   | 急降下爆撃隊 Dive Bomber                                   | ジョー・ブレイク                   |            |
| 1942   | 森林警備隊 The Forest Rangers                              | ドン・スチュアート                 |            |
| 1942   | 淑女の求愛 The Lady is Willing                             | コリー・T・マクベイン              |            |
| 1943   | 淑女と拳骨 No Time for Love                                | ジム・ライアン                     |            |
| 1943   | 高度20,000フィート Flight for Freedom                      | ランディ                           |            |
| 1944   | 深夜の告白 Double Indemnity                                | ウォルター・ネフ                   |            |
| 1945   | 旋風大尉 Captain Eddie                                     | エドワード・リッケンバッカー大尉   |            |
| 1947   | 卵と私 The Egg and I                                       | ボブ・マクドナルド                 |            |
| 1948   | 我が道は楽し On Our Merry Way                              | アル                               |            |
| 1948   | 奇跡の鐘 The Miracle of Bells                              | ビル                               |            |
| 1948   | ママの新婚旅行 Family Honeymoon                            | グラント・ジョーダン               |            |
| 1952   | ジャバへの順風 Fair Wind to Java                           |                                    |            |
| 1954   | ケイン号の叛乱 The Caine Mutiny                            | トーマス・キーファー大尉           |            |
| 1954   | 殺人者はバッヂをつけていた Pushover                        | ポール・シェリダン                 |            |
| 1954   | ニューヨークの女達 Women's World                           | シド・バーンズ                     |            |
| 1955   | 遥かなる地平線 The Far Horizon                             |                                    |            |
| 1955   | 雨のランチプール The Rains of Ranchipur                    | トム・ランソム                     |            |
| 1955   | 襲われた町 At Gunpoint                                     | ジャック・ライト                   |            |
| 1956   | 西部の三人兄弟 Gun for a Coward                            | ウィル                             |            |
| 1959   | 絞首台の決闘 Good Day for a Hanging                        | ベン                               |            |
| 1959   | ネバダの決闘 Face of a Fugitive                            | ジム・ラーセン（レイ・キンケイド） |            |
| 1959   | ボクはむく犬 The Shaggy Dog                                | ウィルソン・ダニエルズ             |            |
| 1959   | ララミー砦 The Oregon Trail                                | ニール・ハリス                     |            |
| 1960   | アパートの鍵貸します The Apartment                         | ジェフ・D・シェルドレイク          |            |
| 1961   | うっかり博士の大発明 フラバァ The Absent-minded Professor  | ネッド・ブレイナード教授           |            |
| 1962   | パリよ、こんにちは! Bon Voyage!                            | ハリー・ウィラード                 |            |
| 1963   | フラバァ・デラックス Son of Flubber                        | ネッド・ブレイナード教授           |            |
| 1964   | 彼氏はトップレディ Kisses for My President                 |                                    |            |
| 1966   | 歌声は青空高く Follow Me, Boys!                            | レム                               |            |
| 1967   | 最高にしあわせ The Happiest Millionaire                    | 父親                               |            |
| 1975   | 魔の海域・消えたモーターボート Beyond the Bermuda Triangle | ハリー                             | テレビ映画 |
| 1978   | スウォーム The Swarm                                       | クラレンス・タトル少佐             |            |

## 受賞歴
- 1987年　－　ディズニー・レジェンド